# Троицкий собор (Глухов)
 Троицкий собор (укр. Троїцький собор) — утраченный православный храм в городе Глухове Сумской области. Известен тем, что именно в этом храме была наложена анафема на гетмана Запорожского войска Ивана Мазепу. Был возведён казаками и местными жителями в 1657 году, вначале как деревянный. Храм неоднократно горел. В 1962 году был окончательно снесён по решению органов государственной власти, и на его месте разбит сквер.

## История
Вначале был построен как деревянный. В 1720 году было принято решение о его перестройке из кирпича. Предполагалось что «его длина будет 15 саженей, высота до купола 9 саженей, а чертежи и пропорции как господин Гетман Скоропадский соизволит: на строительство выделить 750 рублей, кроме этого муку, крупу, мясо и масло на прокорм». Рассказывая о судьбе Троицкого собора архиепископ Филарет Гумилевский приводит перечень происшествий при его строительстве:
- В 1720 году было запланировано строительство Троицкого каменного храма взамен деревянного. Средства выделило российское правительство. Однако после смерти И. Скоропадского работы почти прекратились;
- Только в 1746 году закончили разборки деревянного собора и заложили новый;
- В 1748 году произошёл пожар, и почти все, что успели построить, и заготовленные материалы сгорели;
- В 1759 году здание, наконец, довели до покрытия, но построенная колокольня упала, при этом разрушила угол храма, а на стенах возникли трещины;
- Строительство возобновили только в 1765 году, привлекая к работе архитектора А. Квасова, но после этого он заболел и поручил надзор за строительными работами своему ученику Ф. Савичу;
- В 1784 году строительство почти закончили, но снова произошёл пожар, и в соборе сгорело всё, что могло гореть;
- Только в 1805 строительство храма было закончено.[2]

В конце 1930-х годов собор был закрыт советскими властями и полностью пришёл в упадок. В 1962 году местная власть снесла Троицкий храм, мотивируя тем, что вид собора портит город, и на этом месте устроила сквер. При этом рядом с Троицкой церковью, находились ещё три церкви, которые сохранились до сих пор и являются памятниками архитектуры XVIII столетия.